# The Mirror (film, 1911)
Pour les articles homonymes, voir The Mirror.
The Mirror est un film muet américain réalisé par Thomas H. Ince et sorti en 1911.

## Fiche technique
- Réalisation : Thomas H. Ince
- Scénario : Thomas H. Ince
- Chef-opérateur : Tony Gaudio
- Production : Carl Laemmle
- Durée : 6 minutes
- Date de sortie : États-Unis : 9 février 1911

## Distribution
- King Baggot
- Mary Pickford : Dorothy
- Owen Moore